# Thomashuxleya
A Thomashuxleya az emlősök (Mammalia) osztályának a Notoungulata rendjébe, ezen belül az Isotemnidae családjába tartozó kihalt nem.

## Tudnivalók
A Thomashuxleya az eocén kori notounguláták egyike. Az állat Thomas Henry Huxleyról, a 19. században élt angol biológusról kapta a nevét.
Ez az ősállat 1,3 méter hosszú volt, teste nehéz, végtagjai erősek lehettek. Nagy koponyájának állkapcsában 44 fog ült, ezek közül kettő nagyméretű, agyar volt, amelyeknek segítségével valószínűleg a földet túrta. Mind a négy lábán 4 ujj volt; az állat úgy járhatott, mint egy mai pekari. A Thomashuxleya számos dél-amerikai élőhelyen képes volt megélni, nem foglalt el egy bizonyos ökológiai fülkét.

## Rendszerezés
A nembe az alábbi 2 faj tartozik:
- †Thomashuxleya rostrata típusfaj Ameghino, 1901
- †Thomashuxleya externa Ameghino, 1901

### Fordítás
Ez a szócikk részben vagy egészben  a   Thomashuxleya című angol Wikipédia-szócikk fordításán alapul.  Az eredeti cikk szerkesztőit annak laptörténete sorolja fel. Ez a jelzés csupán a megfogalmazás eredetét és a szerzői jogokat jelzi, nem szolgál a cikkben szereplő információk forrásmegjelöléseként.